# تايرون هولمز
تايرون هولمز (بالإنجليزية: Tyrone Holmes)‏ هو لاعب اتحاد الرغبي جنوب أفريقي، ولد في 15 أبريل 1986 في جوهانسبرغ في جنوب أفريقيا.

## وصلات خارجية
- تايرون هولمز على موقع ItsRugby.co.uk (الإنجليزية)